# Gabí de Martorell i de Fivaller
Gabí de Martorell i de Fivaller   (1846 - 1893) fou un aristòcrata i polític menorquí, diputat a les Corts Espanyoles durant la restauració borbònica.

## Biografia
Fou IV duc de l'Almenara Alta, títol que heretà el 1886 del seu germà Josep Maria. El 1871 fou secretari de la Juventud Católica Española. Fou elegit diputat pel districte de Maó a les eleccions generals espanyoles de 1891. A la seva mort sense descendència va heretar el títol el seu germà Ricard.